# 标题人物
叙事作品中的标题人物（英語：title character）是在作品的标题中被提及的人物，或是以該人物的名稱為作品標題的人物。标题既可能仅是标题人物的姓名，例如《哈姆雷特》、《奥赛罗》：也有可能是包含标题人物姓名的短语，例如《汤姆索亚历险记》、《魯濱遜漂流記》。該角色通常是主角或故事中重要的配角。